# Laffaux
Laffaux é uma comuna francesa na região administrativa de Altos da França, no departamento de Aisne. Estende-se por uma área de 6,76 km². Em 2010 a comuna tinha 152 habitantes (densidade: 22,5 hab./km²).